# 胡桃夹子 (芭蕾舞剧)
《胡桃鉗》，一譯為《胡桃夾子》，是柴可夫斯基編寫的一個芭蕾舞劇。原作為E·T·A·霍夫曼的一部叫作《胡桃夾子與老鼠王》的故事。柴可夫斯基後來根據大仲馬改編的版本加譜了芭蕾舞的音樂，成為現時的所見的版本。它是聖誕節的傳統節目，老少咸宜，而且歷演長久。

## 背景
劇本由莫里斯·珀蒂帕編寫，舞蹈編排由列夫·伊萬諾夫負責。

### 首演
首演於1892年12月18日，聖彼得堡馬林斯基劇院。

## 劇情簡介

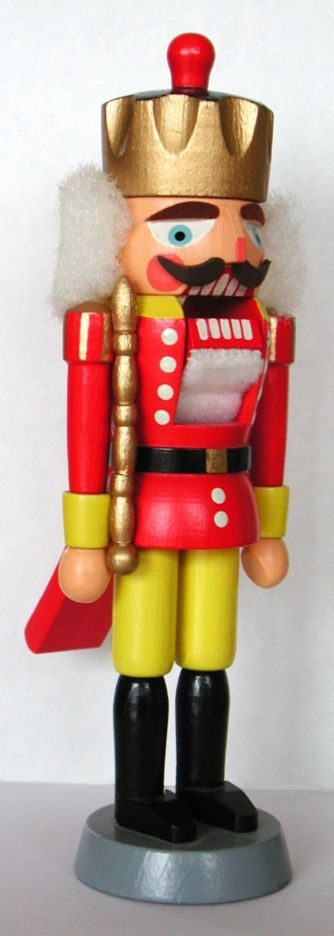
軍官造型的胡桃夾子

一百年前的一個聖誕節平安夜，在一个名叫纽伦堡的小鎮上，斯塔爾鮑姆博士的家中舉行慶祝晚會，親朋好友紛紛來到。他家的兩個孩子瑪麗和弗里茲帶著讚歎的眼光看著美麗的聖誕樹。參議員卓賽爾麥亞送給他的教女瑪麗一份特別的聖誕禮物－軍官造型的胡桃夾子。而淘氣的弟弟弗里茲也想要這件禮物。他要在瑪麗手裡把胡桃夾子搶過去，卻不小心把它給弄壞了。瑪麗傷心得哭了，但卓賽爾麥亞很快又把它修好了，又笑著幫瑪麗擦乾了眼淚。入夜了，晚會結束了，客人們也陸續離去，兩個孩子也被帶到臥室去睡覺。可是瑪麗怎麼也睡不著，她偷偷下了床，輕手輕腳地下了樓梯，要去看一看她心愛的胡桃夾子。到了大廳，她找到了胡桃夾子並把它緊緊抱在懷裡爬到沙發上，沒想到朦朦朧朧就睡著了。
這時大鐘敲了十二下，大廳裡黑影聳動，突然間一大群老鼠闖進了客廳，到處亂竄，並開始攻擊瑪麗。這時老爺爺卓賽爾麥亞突然出現，告訴瑪麗，胡桃夾子能保護她，接著又神奇消失了。此時大廳裡閃起五顏六色的光。聖誕樹不斷長高。胡桃夾子活過來了，並領著他的一群玩具與老鼠兵作戰。但老鼠們很強大，胡桃夾子的軍隊處於劣勢。瑪麗撿起一把劍，衝向老鼠王並給了它致命的一擊。老鼠們抬著它們的國王敗走。勝負已分。
胡桃夾子也受了重傷，突然奇蹟出現，胡桃夾子康復了，而且變成了一個英俊的王子，並要帶瑪麗帶到「糖果王國」。他們穿過白雪覆蓋的聖誕樹林（森林之行）。兩旁來了一群雪花仙子哼著歌跳著舞（雪花圓舞曲）為他們伴行，王子和白雪女王跳了一段的雙人舞。讓瑪麗看得如癡如醉。之後他們繼續前行。
王子與瑪麗來到了「糖果王國」宮殿。衛兵在夾道等候。王子和瑪麗乘著一輛雪橇來到宮殿前。王子向女王講述勇敢的瑪麗如何殺死了老鼠王並救了他的命。這時，大臣出來歡迎。王子組織了一系列舞蹈以回報瑪麗。來自異國他鄉的演員陸續跳出異彩紛呈的民族舞蹈。接著花仙子伴著著名的《花之圓舞曲》跳出了一段華爾茲。
看完表演后王子送瑪麗回家，劇的最后是第二天早上瑪麗抱著心愛的胡桃夾子在沙發上醒來，發現自己做了一個好夢（終曲）。

## 音樂分析
此芭蕾舞劇是一個音樂童話，由一首序曲和兩幕組成。
- 序曲
- 第一幕，第一景

1. 聖誕晚會。裝飾和熠熠生輝的聖誕樹（Украшение и зажигание ёлки）
2. 進行曲（Марш）
3. 小朋友的加洛舞曲，父母的登場（Детский галоп и выход родителей）
4. 舞蹈場景（Сцена с танцами）。參議員杜塞梅爾的聖誕禮物
5. 場景和老爺爺的舞蹈（Сцена и Гросфатер）
6. 場景-克拉拉和胡桃夾子（Сцена — Мари и Щелкунчик）。賓客離席。
7. 場景-老鼠與玩具兵的戰役（Появление мышей и сражение）
- 第二景

8. 場景-雪夜松林（Еловый лес зимой），亦即穿越雪地之旅
9. 雪花之圓舞曲（Вальс снежных хлопьев）
- 第二幕，第三景

10. 場景-糖果王國的魔法宮殿（Дворец сластей Конфитюренбург）
11. 場景-克拉拉與王子（Прибытие Мари и Щелкунчика）
12. 間奏
a) 巧克力仙子（Шоколад） — 西班牙舞曲（испанский танец）
b) 咖啡仙子（Кофе） — 阿拉伯舞曲（арабский танец）
c) 茶仙子（Чай） — 中國舞曲（китайский танец）
d) 特科帕克舞曲（Трепак） — 俄羅斯舞曲（русский танец）
e) 蘆笛之舞（Танец пастушков）
f) 仙鶴媽媽與她的小丑孩子們（Мамаша Гигонь и паяцы）
13. 花之圓舞曲（Вальс цветов）
14. 大雙人舞（Па-де-де）
a) 引子 — 夜曲
b) 變奏I：塔朗泰拉舞（тарантелла）
c) 變奏II：糖梅仙子之舞（танец Феи Драже）
d) 結尾 — 歡慶之舞
15. 終曲華爾茲和昇華（Апофеоз）

### 胡桃夾子組曲
從芭蕾中節選出來的組曲深受大眾喜愛。組曲有不同的版本，它們的曲目組成和順序是不同的。柴可夫斯基自己選有一個版本，而在迪士尼的電影幻想曲裡出現的是另一個版本（如〈雪花之舞〉）。
曲目：
- 《小序曲》

這首可愛玲瓏的序曲，頗為活潑優雅，是一首輕快光輝的開場音樂。樂曲開頭是由第一、第二小提琴與中提琴擔任低音，產生晶瑩明麗的音色。這段小序曲，由輕快活潑的第一主題開始，隨後引入優美文靜的第二主題。耶誕夜大人忙著準備過聖誕節，兒童們則幻想著收到自己心目中的禮物。（這段序曲就是描述調皮逗趣的兒童世界，小提琴演奏活潑可愛的主題，好像兒童們蹦蹦跳跳的出來，接著是長笛演奏快速音符，好像是兒童們正在紛紛尋找他們的禮物，相同的音樂反覆兩次。）
- 《進行曲》

這是第一幕的聖誕夜，瑪麗和鄰家的孩子們，在客人面前表演舞蹈時的進場音樂，是一首活潑可愛的進行曲。開始時，由單簧管、法國號，宣告孩子們的進場，接著小提琴奏出輕巧天真的音樂，表示孩子們高興歡躍的情景。（在銅管樂器引導下，兒童們精神抖擻的進場，他們圍繞著耶誕樹跳舞，那小提琴跳動的旋律，就像孩子們滑過來、滑過去，中段長笛吹奏快速的音符，好像孩子們正興高采烈的玩著遊戲。）
- 《糖梅仙子之舞》[2]

這是第二幕糖果王國的場面音樂。描寫舞劇第二幕王子（胡桃鉗的化身）帶著瑪麗來到了奇妙的糖果王國，糖果仙子們跳起舞蹈歡迎他們。在豎琴悅耳的伴奏上，音色迷人的鋼片琴奏出溫柔的旋律，表示溫婉美麗的糖梅仙子的來臨。（這首曲子非常特別，因為柴可夫斯基應用了音色亮麗的鋼片琴做為本曲的主角，這個樂器是第一次被運用於音樂作品中，那輕巧的聲音，就像美麗的糖梅仙子纖細的身影，愉快的跳著舞，編織出夢幻般的世界，帶給人無限的想像空間。）

## 商業錄音

### 組曲錄音
- 羅斯特羅波維奇指揮柏林愛樂管弦樂團 Deutsche Grammophon，企鵝評鑑三星帶花
- 卡拉揚指揮維也納愛樂管弦樂團 Decca
- 卡拉揚指揮柏林愛樂管弦樂團 Deutsche Grammophon
- 伯恩斯坦指揮紐約愛樂管弦樂團 Sony Classics

### 全集錄音
《胡桃鉗》是柴可夫斯基三大芭蕾舞曲中音樂技巧最純熟的一部，但是在聆聽組曲時，卻較難感受這一點。這是因為組曲中，其實遺漏了許多精彩的音樂並未收錄進去，例如充滿童話色彩的〈雪花之舞〉、〈糖果王國的魔法宮殿〉，以及優雅動人的〈雙人舞〉、〈在聖誕樹林裡〉，活力洋溢的〈巧克力仙子〉、〈歡慶之舞〉，和充滿緊張感的〈老鼠與玩具兵的戰役〉等，曲風多元，管弦樂技法爐火純青，充分展現了柴可夫斯基晚年在音樂創作上的高超駕馭力。
- 杜拉第指揮倫敦交響樂團 (Mercury)，企鵝評鑑三星帶花
- 普列文指揮倫敦交響樂團 (EMI)
- 格吉耶夫指揮基洛夫劇院樂團 (Philips)
- 小澤征爾指揮波士頓交響樂團 (Deutsche Grammophon)
- 羅津斯基指揮皇家愛樂管弦樂團 (Deutsche Grammophon)
- 彼切科夫指揮柏林愛樂管弦樂團 (Philips)
- 安塞美指揮瑞士羅曼德管弦樂團 (Decca)，企鵝評鑑三星帶花
- 賽門·拉圖指揮柏林愛樂管弦樂團 (Warner Classics)

## 衍生作品
- 《胡桃鉗與奇幻四國》